# Thyasira cycladia
Thyasira cycladia är en musselart som beskrevs av S. Wood 1853. Thyasira cycladia ingår i släktet Thyasira och familjen Thyasiridae. Inga underarter finns listade i Catalogue of Life.